# Chicago Sky 2019
La stagione 2019 delle Chicago Sky fu la 14ª nella WNBA per la franchigia.
Le Chicago Sky arrivarono terze nella Eastern Conference con un record di 20-14. Nei play-off vinsero il primo turno con le Phoenix Mercury (1-0), perdendo poi il secondo turno con le Las Vegas Aces (1-0).

## Roster
| N° | Naz.                   | Ruolo | Sportivo             | Anno | Alt. | Peso |
| -- | ---------------------- | ----- | -------------------- | ---- | ---- | ---- |
| 0  | Stati Uniti (bandiera) | G     | Chloe Jackson        | 1996 | 173  | 67   |
| 1  | Stati Uniti (bandiera) | G     | Diamond DeShields    | 1995 | 185  | 70   |
| 2  | Stati Uniti (bandiera) | GA    | Kahleah Copper       | 1994 | 185  | 70   |
| 7  | Stati Uniti (bandiera) | AC    | Jantel Lavender      | 1988 | 193  | 84   |
| 14 | Stati Uniti (bandiera) | G     | Allie Quigley        | 1986 | 178  | 64   |
| 15 | Stati Uniti (bandiera) | A     | Gabby Williams       | 1996 | 180  | 77   |
| 21 | Stati Uniti (bandiera) | G     | Jamierra Faulkner    | 1992 | 168  | 64   |
| 22 | Stati Uniti (bandiera) | G     | Courtney Vandersloot | 1989 | 173  | 59   |
| 25 | Stati Uniti (bandiera) | AC    | Victoria Macaulay    | 1990 | 193  | 75   |
| 31 | Stati Uniti (bandiera) | C     | Stefanie Dolson      | 1992 | 193  | 97   |
| 32 | Stati Uniti (bandiera) | A     | Cheyenne Parker      | 1992 | 193  | 86   |
| 33 | Stati Uniti (bandiera) | G     | Katie Lou Samuelson  | 1997 | 191  | 77   |
| 40 | Canada (bandiera)      | C     | Kayla Alexander      | 1991 | 193  | 88   |
| 45 | Spagna (bandiera)      | C     | Astou Ndour          | 1994 | 196  | 75   |

## Staff tecnico
- Allenatore: James Wade
- Vice-allenatori: Carla Morrow, Bridget Pettis
- Vice-allenatore per lo sviluppo dei giocatori: Emre Vatansever
- Preparatore atletico: Meghan Lockerby
- Preparatore fisico: Ann Crosby